# Tomás Sierra
Tomás Sierra (Medellín, Colombia; 28 de noviembre de 1996) es un futbolista Colombiano. Juega como volante y su equipo actual es el San Francisco F. C. de la Liga Panameña de Fútbol.
Su padre es el exfutbolista y actual entrenador Darío "El Chusco" Sierra.

## Trayectoria

### DIM
Debutó con el Independiente Medellín en el 2014 a los 18 años por Copa Colombia frente Rionegro Águilas esa temporada también jugaría por Copa Colombia frente al Leones de Uraba entre los dos encuentros sumaria un total de 46 minutos jugados y una tarjeta amarilla.
Para el 2015 seguiría igual solo jugó en Copa Colombia esta vez sumaria 115 mitutos jugó frente al Envigado FC y Rionegro Águilas.

### Boyacá Chicó
Para el apertura 2016 se confirma la llegada de Tomás al cuadro ajedrezado donde debutá en propiedad en la liga frente al Fortaleza CEIF en el Estadio Metropolitano de Techo en la viuda de Bogotá.

## Clubes
| Club                     | País                | Año                 | PJ | Goles |
| ------------------------ | ------------------- | ------------------- | -- | ----- |
| Independiente Medellín   | Colombia            | 2014 - 2015         | 4  | 0     |
| Boyacá Chicó             | Colombia            | 2016                | 25 | 1     |
| Barranquilla Fútbol Club | Colombia            | 2017                | 3  | 0     |
| San Francisco            | Panamá              | 2017 - 2018         | 18 | 1     |
| Total en su carrera      | Total en su carrera | Total en su carrera | 50 | 2     |